# Moses & Taps

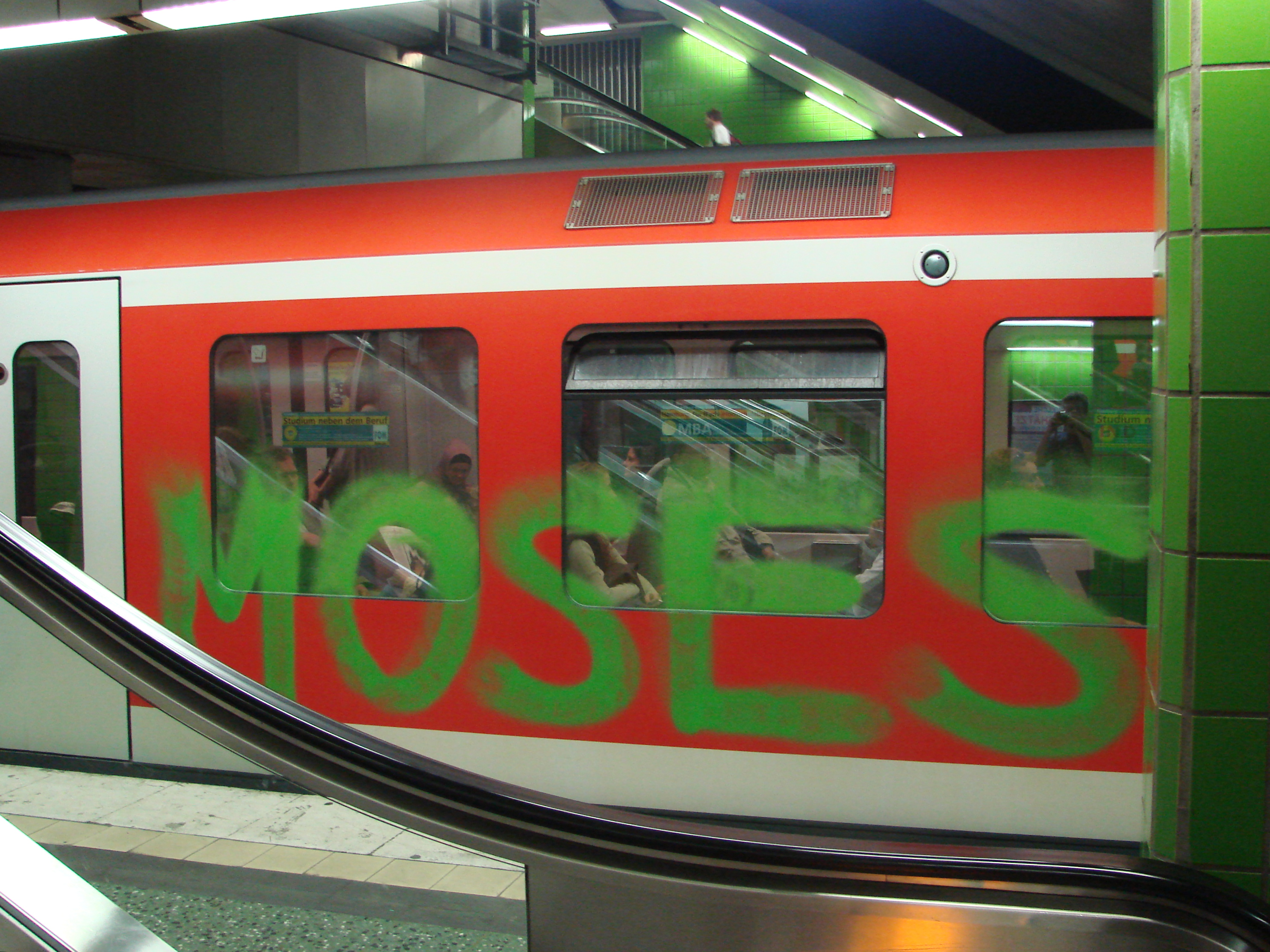
Graffiti auf einer S-Bahn im Hamburg

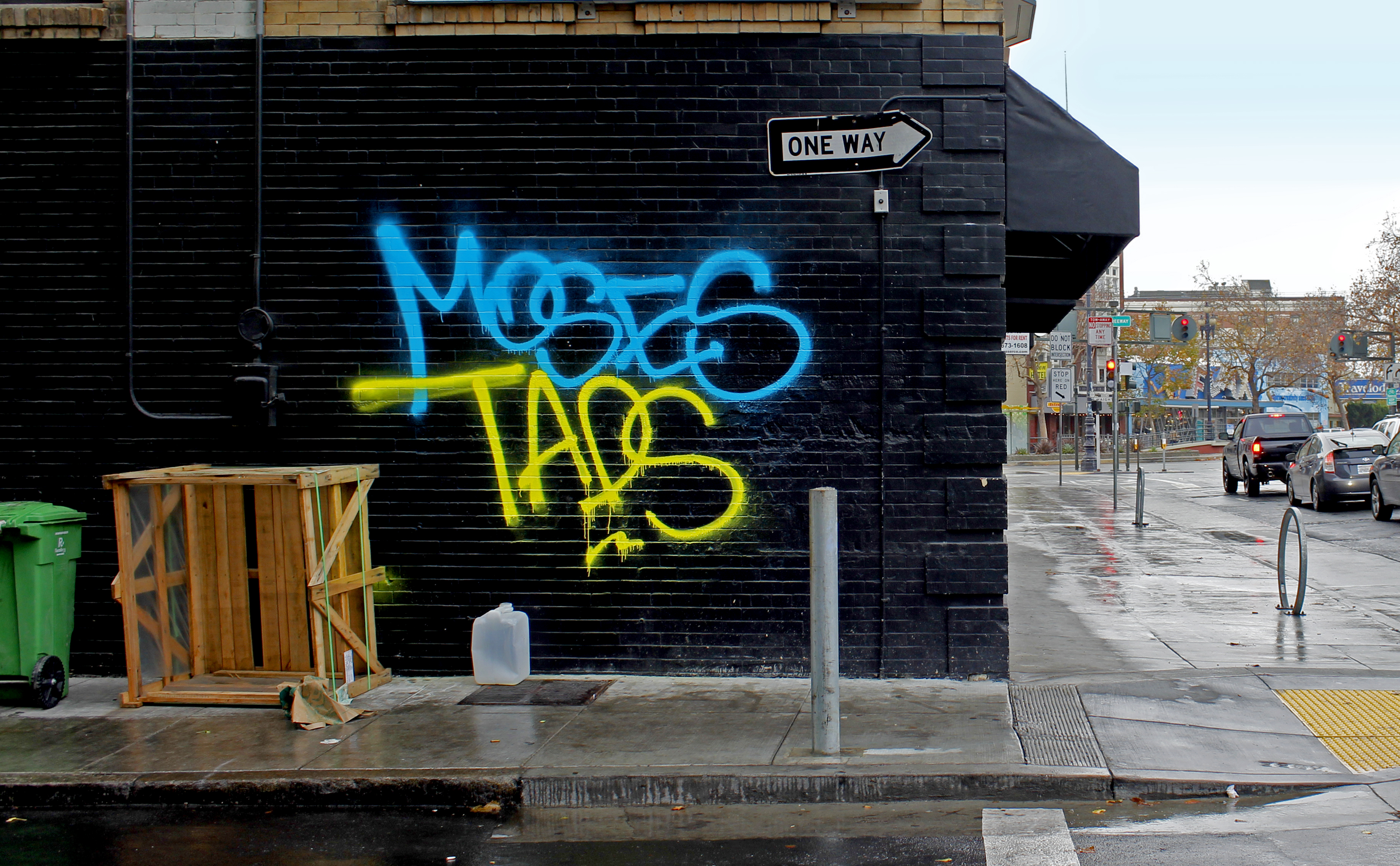
Moses & Taps-Graffiti in San Francisco

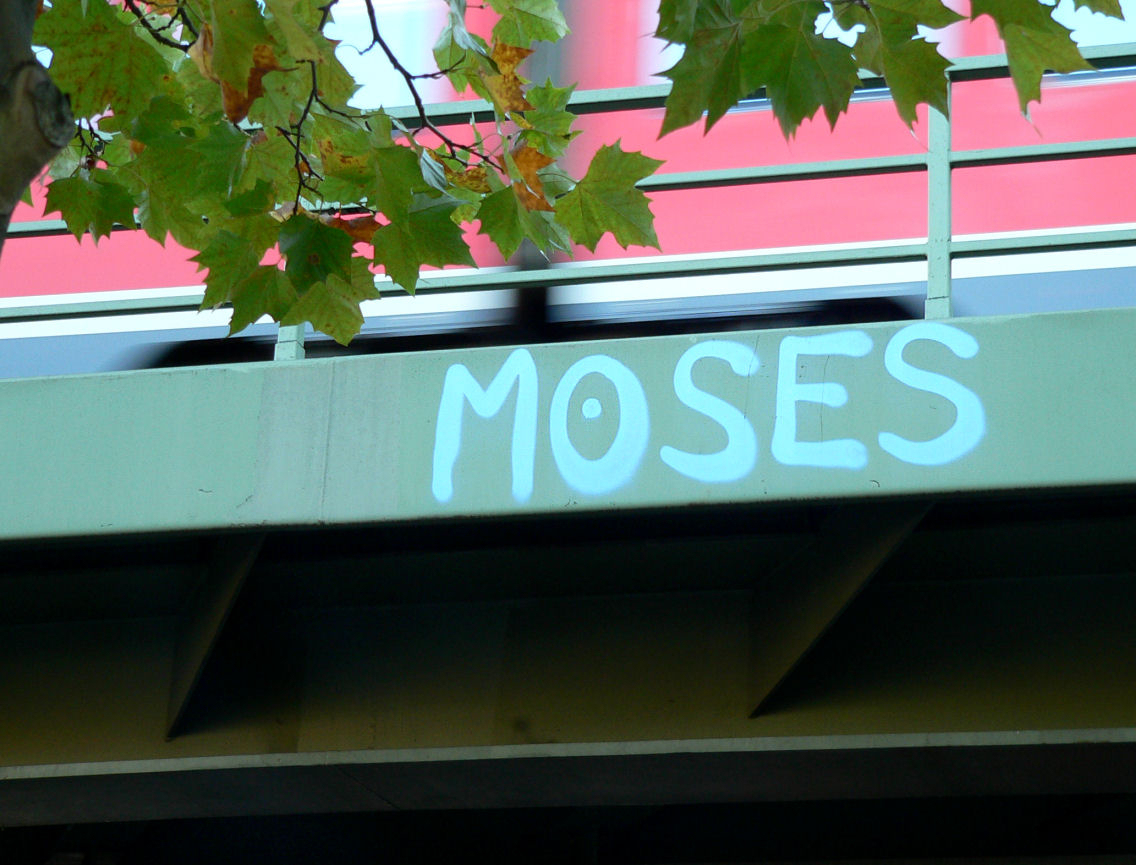
Graffiti an einer Bahnunterführung in Hannover

Moses & Taps (Eigenschreibweise MOSES & TAPS) sind ein Künstlerkollektiv aus dem Genre der Urban-Art, die vor allem öffentlich wegen ihrer Graffiti auf Wänden und Zügen bekannt sind. Daneben sind sie regelmäßig bei Ausstellungen in deutschen und internationalen Galerien sowie Museen vertreten.

## Beschreibung
Moses und Taps sind ursprünglich die Pseudonyme zweier Einzelpersonen, deren künstlerische Karrieren unabhängig voneinander 1994 begonnen haben. Seit dem Jahr 2007 arbeitet Moses mit dem Künstler Taps zusammen. Im selben Jahr gründeten sie das Künstlerkollektiv Topsprayer und begannen damit, ihre Kryptonyme untereinander zu tauschen. Inzwischen arbeiten so eine unbestimmte Anzahl von Personen unter den Pseudonymen Moses und Taps. Da viele Arbeiten des Kollektivs im öffentlichen Raum nicht genehmigt und somit illegal sind, soll so die Zuordnung der Werke zu Einzelpersonen und damit auch die Strafverfolgung erschwert werden.

## Publikationen
Im Jahr 2011 erschien das Erstlingswerk Moses & Taps – International Topsprayer im Publikat Verlag. Im Rahmen des Buchprojekts tauschten Moses und Taps in Zusammenarbeit mit einer Vielzahl weiterer Graffitikünstler über einen Zeitraum von 1000 Tagen untereinander die Pseudonyme und beschädigten durch Beschmieren weltweit 1000 Züge. Mittlerweile in vierter Auflage ist es das meistverkaufte Buch im Themenfeld Graffiti.
Im April 2014 veröffentlichten Moses & Taps den Bildband Same Same, der sich ihren Throw-Ups und deren räumlichem Kontext widmet.
Anlässlich der Einladung zur Rose Béton Biennale 2019 im französischen Toulouse erschien gemeinsam mit dem Fotografen Edward Nightingale im selben Jahr das auf 300 Exemplare limitierte Buch Mementum Mori.
Im März 2020 erschien mit Moses & Taps – Graffiti Avantgarde eine umfangreiche Monografie der Künstler.

## Werke (Auszug)
2010 erzielten Moses & Taps breite Aufmerksamkeit, als sie mit Farbe und dem Nachbau eines Öffnungstasters eine täuschend echt wirkende Attrappe einer Tür auf ein Fenster eines Zuges der S-Bahn Hannover malten.
2011 kritisierten sie den Ausverkauf von Urban Art im Buch International Topsprayer; indem sie 76 Dollarnoten in Form des Wortes Sellout an eine Hamburger S-Bahn klebten.
Ende April 2015 erzielte die Aktion The Wall, bei der Moses & Taps die Tür einer Hamburger S-Bahn zumauerten, ein internationales Medienecho. In einem Interview im Hamburger Abendblatt stellten sie daraufhin „die Sinnhaftigkeit einer Strafverfolgung (…) für das Errichten einer Mauer“ infrage. Durch den Ausfall des Zuges soll ein Schaden von „mehreren 10.000 Euro“ entstanden sein. Hierzu merkten sie im genannten Interview an, dass das erste Mal auch „unkritischere Geister (…) die absurd veranschlagte Schadenssumme von ‚mehreren Zehntausend Euro‘ infrage gestellt.“ haben. Tatsächlich zeigte eine später anonym veröffentlichte interne Abrechnung, dass sowohl der Deutschen Bahn als auch der Bundespolizei bereits vor Veröffentlichung des Videos bekannt war, dass der Ausfallschaden nur einen Bruchteil der von ihnen behaupteten Summe betrug.
Im Rahmen der Ausstellung „ViralVandals“ im Jahr 2017 im Museum MU in Eindhoven errichteten Moses & Taps als eine selbstironische Anspielung auf die Kommerzialisierung von Urban Art einen voll ausgestatteten und verkaufsbereiten Souvenirshop mit Werbeartikeln.
Im Oktober 2018 erzielte die Leinwandarbeit „Das kann ich auch“ aus dem Jahre 2013 bei einer Versteigerung im Pariser Auktionshaus Artcurial einen Verkaufspreis von 11.700 €.
In Zusammenarbeit mit dem Schweizer Uhrenhersteller Swatch gestalteten Moses & Taps im Frühjahr 2019 eine Armbanduhr.

## Serielle Arbeiten

### Corporate Identity
Moses & Taps Corporate Identity dient als konzeptionelles Bindeglied und Gestaltungsgrundlage zwischen verschiedenen Werkserien. Ihr visueller Teil besteht neben der Verwendung einer exklusiven Hausschrift vornehmlich aus den dargestellten Farben gelb und cyan in Zusammenspiel mit den Kontrastfarben schwarz und weiß. Die Farben gelb und cyan ersetzen jeweils einen der beiden Namensbestandteile des Kollektivs. Auf Grund vorangegangener Namenswechsel wird dabei keine Farbe einem Pseudonym zugeordnet. Eigennamen wie Werk- oder Ausstellungstitel werden mit den hochgestellten Buchstaben „TM“ signiert. Das hochgestellte Trademark-Zeichen TM persifliert die konventionelle Bedeutung als unregistrierte Warenmarke und greift die Namen Taps und Moses auf. Neben einer Erhöhung des Wiedererkennungswerts soll durch die Corporate Identity vor allem auch eine einfache und personenunabhängige Reproduzierbarkeit gewährleistet werden.

### Splash
Als kritische Antwort auf Selbstzensur und inhaltlichen Stillstand entfernen sich Moses & Taps zusehends von den strikten Darstellungsregeln des Graffiti. Mit der seit dem Jahre 2010 entwickelten Serie Splash verzichten sie auf die übliche gegenständliche Wiedergabe von Buchstaben und figurativen Elementen. Stattdessen bringen sie Farbspraydosen zur kontrollierten Explosion und lassen so abstrakte, vielschichtige Farbwolken entstehen. Leinwandarbeiten dieser Serie stellten sie bislang in mehreren internationalen Einzelausstellungen aus.

### Image of Graffiti

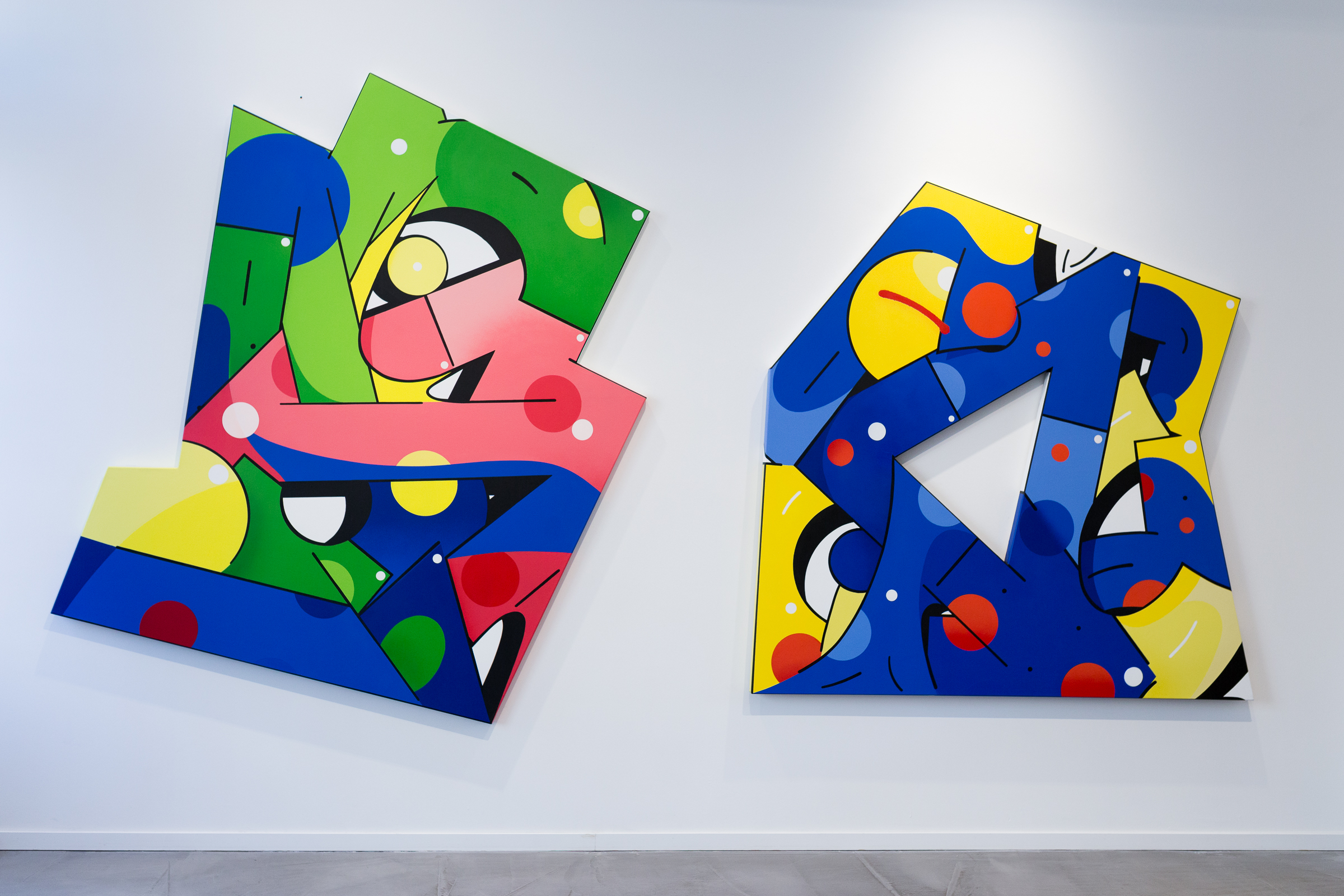
Leinwandarbeiten der „Image of Graffiti“-Serie, 2018

Die Werkreihe Image of Graffiti greift die Ästhetik von in Graffitimanier entfremdeten, farbenfrohen Buchstaben auf und spielt mit dem Versuch des Betrachters, in den abstrahierten Fragmenten die Darstellung eines Wortes dechiffrieren zu können.

### Flickwerk
Die Serie Flickwerk besteht aus Fragmenten von Leinwänden, die, nachträglich vernäht, ein collagenartiges Gesamtbild formen. Im Jahr 2015 zeigten Moses & Taps Arbeiten dieser Serie im Rahmen einer gleichnamigen Einzelausstellung in San Francisco.

## Strafverfolgung
Laut einem Artikel der Hannoverschen Allgemeinen Zeitung aus dem Jahr 2015 glaubt die Ermittlungsgruppe Graffiti der Polizei Niedersachsen und der Bundespolizei, zumindest einen Verdächtigen benennen zu können, der das Pseudonym Moses ursprünglich genutzt haben soll. Da sich bislang keiner der Vorwürfe belegen ließ, wurden die Verfahren eingestellt. Laut derselben Quelle soll der ursprüngliche Moses im Jahre 2015 nach Hamburg verzogen sein. In einem Interview mit dem Magazin Backspin aus dem Jahre 2006 wird allerdings angegeben, dass Moses bereits zu diesem Zeitpunkt in Hamburg gelebt hat. Dieselbe Information findet sich im biografischen Teil der Veröffentlichung International Topsprayer aus dem Jahre 2011.

## Ausstellungen (Auswahl)
- 2012 – Teilnahme an „Achtung: Asphaltkultur – German Graffiti Avantgarde“, Goethe-Institut, Bangalore, Indien[28]
- 2013 –  Teilnahme an „Galeria Autonomica“, Münchner Stadtmuseum[29]
- 2014 – Teilnahme an „Nightshot“, Benaki-Museum, Athen, Griechenland[30]
- 2015 – Teilnahme an „Fairy Tales“, Museum of Contemporary Art, Taipei, Taiwan[31]
- 2015 – Teilnahme an „Bundeskunsthall of Fame“ der Bundeskunsthalle in Bonn[32]
- 2016 – Teilnahme an „Millerntor Gallery“, Hamburg[33]
- 2020 – Teilnahme an der Manifesta 13, Musée Regards de Provence, Marseille, Frankreich[34]